# Heyrovskýit
Heyrovskýit (Klomínský, 1971), chemický vzorec Pb6Bi2S9,  je kosočtverečný minerál. Poprvé byl popsán z haldy starého stříbrného dolu nedaleko osady Hůrky u Čisté v západních Čechách. Je pojmenován na počest českého chemika Jaroslava Heyrovského, držitele Nobelovy ceny.

## Původ
Heyrovskýit je hydrotermálního původu, je součástí křemenných žil. Doprovází ho zde nejčastěji pyrit, galenit a molybdenit, dále i chalkopyrit, sfalerit, cosalit, bismut, arsenopyrit či siderit.

## Morfologie
Nejčastěji heyrovskýit tvoří krátce sloupcovité, na pohled jehličkovité krystaly až stébla o délce do 0,5 cm, zarostlé v křemeni.

## Vlastnosti
Heyrovskýit je zpravidla cínově bílý až kovově šedý. Je opakní, má kovový lesk. Je křehký, chybí mu štěpnost a má šedočerný vryp. Rozpouští se v kyselině dusičné.

## Využití
Vzhledem ke svojí vzácnosti nemá heyrovskýit žádné komerční využití.

## Podobné minerály
Mezi minerály podobné heyrovskýitu (vzhledově i chemicky) patří:
- cosalit (Pb2Bi2S5)
- aschamalmit (Pb6Bi2S9)
- eskimoit (Ag7Pb10Bi15S36)[1][4]

## Naleziště

### Svět
- Furka, Švýcarsko
- Vulcano, Itálie
- Rauriser Goldberg, Rakousko
- La Roche-Balue, Francie
- důl Yakuki, Japonsko
- důl Juno, Severní teritorium, Austrálie

### Česko
- Hůrky u Čisté[3]